# Schweizer Hitparade
Schweizer Hitparade (da. Schweiz' hitparade) er Schweiz' største musik-hitliste. Hitlisten er et register af de bedst sælgende singler og album indenfor forskellige genrer i Schweiz.